# Конрад фон Танхаузен
Йохан Конрад фон Танхаузен (на немски: Johann Konrad Freiherr von Thannhausen; * ок. 1550 или 1 май 1519; † 14 юни 1601) е австрийски фрайхер, наследствен ловен майстер на Щирия, съветник и камерхер, господар на Танхаузен.

## Живот
Той е син на фрайхер Балтазар фон Танхаузен († 1560) и съпругата му Еуфросина фон Апфентал († 1561), дъщеря на Йохан фон Апфентал и Клара фон Люхау. Внук е на Балтазар Танхаузер в Дюрнщайн, Танценберг и Емеренциана Тенцл фон Трацберг. Правнук е на Балтазар фон Танхаузен († 1516) и Барбара фон Фрайберг.
През 1580 г. за Конрад се създава службата наследствен ловен майстер на Щирия. През 1585 г. той става главен ловен майстер на Австрийските наследствени земи.
Конрад става наследствен трусшес на архиепископа на Залцбург и съветник и камерхер на ерцхерцог Карл Австрийски, синът на император Фердинанд I и бащата на бъдещия император Фердинанд II, които често са с него на лов и са негови приятели.
През 1585 г. Конрад строи ренесансов замък във Вайц, Щирия. Той довършва църквата във Вайцберг.
Конрад фон Танхаузен умира на 14 юни 1601 г. и е погребан в църквата Вайцберг.
- Резиденцията замък Танхаузен
- Замък Танхаузен (ок. 1567)
- Църквата Вайцберг

## Фамилия
Конрад фон Танхаузен се жени на 1 юни 1572 г. в Грац за Доротея фон Тойфенбах († 26 май 1595), дъщеря на Йохан фон Тойфенбах (1515 – 1566) и Марта фон Виндиш-Грец. Те имат децата:
- Балтазар IV (* 14 януари 1574, Грац; † 10 октомври 1627, Грац), граф, имперски камерхер, женен за фрайин Барбара фон Холенег († 8 април 1654, Грац)
- Доротея (* 1575; † 23 март 1622, Виена), омъжена 1607 г. за Паул Якоб фон Щархемберг (* 11 декември 1560; † 26 декември 1635, Виена), син на имперски граф Рюдигер IX фон Щархемберг (1534 – 1582)
- Мария Сидония (* ок. 1578/1 януари 1579, Майрхофен, Тирол, погребана в Марияхилф, Грац; † 9 май 1614, Виена, погребана в Мариахилф, Грац), омъжена на 5 април 1598 г. в Грац за 1. имперски княз Ханс Улрих фон Егенберг, херцог на Крумау (* юни 1568, Грац; † 18 октомври 1634, Лайбах)